# Micropetasos
Micropetasos (лат.) — вымерший род цветковых растений, представленный единственным видом Micropetasos burmensis, экземпляр которого был обнаружен застывшим в среднемеловом образце янтаря. Растение выделено в отдельный род и описано в 2014 году группой американских палеонтологов во главе с Джорджем Пойнаром-мл.
Обнаруженный экземпляр этого доисторического растения примечателен тем, что в отвердевшей древесной смоле оказался «запечатлён» процесс опыления его цветков. Это является наиболее ранним из известных к настоящему времени свидетельств существования полового размножения у древнейших цветковых.

## Описание и значение
Образец янтаря, который сохранил в себе цветущий побег Micropetasos burmensis, был обнаружен в долине Хикаун (Мьянма). Возраст экземпляра растения оценивается в 100 млн лет (меловой период): в те времена цветковые ещё не были широко распространены на Земле. Растение отличалось от других известных исследователям цветковых и, вероятно, не имеет ближайших современных родственников. В куске янтаря имелось 18 очень мелких цветков размером около 1 мм, венчик которых имел пять лепестков; сохранились они довольно хорошо. Исследование под микроскопом показало, что смола «застала» один из цветков в тот момент, когда на его рыльце образовались две пыльцевые трубки, необходимые для оплодотворения и начала формирования семян. Пыльца, предположительно, имела липкую консистенцию и была перенесена насекомым-опылителем. Подобный способ размножения существует и среди современных цветковых.
До этого образование пыльцевых трубок никогда ранее не отмечалось у древнейших групп цветковых растений. Янтарные окаменелости с территории Мьянмы, как считается, представляют большой интерес для исследователей-палеонтологов.